# Na Výběžku (Praha)
Na Výběžku je ulice v lokalitě Přední Hloubětín ve Vysočanech na Praze 9, která začíná na ulici V Předním Hloubětíně a má slepé zakončení. Na jih z ní vychází ulice Kolmá. Má přibližný západo-východní průběh.

## Historie a názvy
Ulice byla pojmenována v roce 1931 a původní název byl Ve Výběžku podle své polohy. V době nacistické okupace v letech 1940–1945 se německy nazývala Am Spitz. Pod vlivem němčiny získala po roce 1945 svůj současný název Na Výběžku.
Ulice se původně nacházela v Hloubětíně. V roce 1946 došlo k úpravě hranic pražských čtvrtí a Přední Hloubětín byl připojen ke katastrálnímu území Vysočany.

## Zástavba
Zatímco severní část ulice tvoří průmyslové, skladové provozy a měření emisí STK, po jižní straně jsou činžovní domy z období před 1. světovou válkou.